# Eugène Ducretet
Eugène Adrien Ducretet, (París, 27 de novembre de 1844 - ibídem, 1915) va ser un industrial i científic francès, que va ser el primer a emetre un senyal radiofònica a França (entre la Torre Eiffel i el Panteó) en 1898.

## Biografia
Especialista en la construcció d'instruments de física, en particular en el camp de l'electromagnetisme, Eugène Ducretet va contribuir activament a el desenvolupament de la telegrafia sense fils.
Va ser nomenat cavaller de la Legió d'Honor en 1885.
Va ser qui va establir la primera connexió francesa per ràdio, el 5 de novembre de 1898, emetent senyals parlades des de la Torre Eiffel fins al Panteó (el que representa aproximadament una distància de 4 km).
Hi havia fundat la societat Ducretet en 1864, convertida en posteriorment en Ducretet-Roger. Comprada el 1931 per Thomson, va passar a anomenar-se Ducretet-Thomson, societat que comercialitzarà durant molt de temps equips de telegrafia sense fils, televisors discos musicals distribuïts per les Indústries Musicals i Elèctriques Pathé Marconi de París.
El 1992 es va donar el seu nom al Réseau Ducretet, una institució dedicada a la formació de venedors i tècnics dels sectors de l'electrodomèstic i multimèdia.